# Hygroscopisch
Van stoffen die uit de lucht waterdamp aantrekken, en daardoor gaan klonteren of zelfs geheel vervloeien, zegt men dat ze hygroscopisch of wateraantrekkend zijn. Het woord hygroscopisch komt uit het Oudgrieks: ὑγρός (hugrós) (nat) en σκοπεῖν (skopeîn) (zien).
Veel zoetwaren zijn hygroscopisch, doordat de daarin aanwezige tafelsuiker hygroscopisch is. Zo worden koekjes zacht als deze niet in een gesloten verpakking worden bewaard. Snoepgoed, zoals zuurtjes of drop, wordt na enige tijd kleverig. Natriumchloride of keukenzout is enigszins hygroscopisch, het gaat in een vochtige atmosfeer makkelijk klonteren. In zoutvaatjes worden vaak rijstkorrels toegevoegd met de gedachte dat die het vocht opnemen waardoor het zout droog blijft. Calciumchloride is sterk hygroscopisch en lost spontaan op (vervloeit) in het aangetrokken water. Het wordt om deze eigenschap als droogmiddel gebruikt, bijvoorbeeld in de commercieel verkrijgbare vochtvreters. Een andere bekende hygroscopische stof is natriumsilicaat. Silicagel in zakjes wordt als drooghoudmiddel verpakt bij nieuwe apparaten en droogwaren, zoals koekjes.
Hygroscopische stoffen worden ook toegevoegd bij destillatie van ethanol, om watervrije, zuivere ethanol te verkrijgen. Daarnaast worden sommige hygroscopische stoffen gebruikt als vochtvasthoudend middel in cosmetica, bijvoorbeeld om droogheid van huid of haren tegen te gaan.

## Hygroscopische stoffen
- ammoniumnitraat
- ammoniumchloride
- calciumhydride
- carbonylfluoride
- honing
- magnesiumnitraat
- magnesiumsulfaat
- natriumsulfaat
- natriumpropionaat
- silicagel
- mierenzuur
- zwavelzuur